# ماثيو هارتمان
ماثيو هارتمان (بالإنجليزية: Matthew Hartmann)‏ (19 أغسطس 1989 بساوثهامبتون في المملكة المتحدة - ) هو لاعب كرة قدم بريطاني في مركز الظهير. شارك مع منتخب الفلبين تحت 23 سنة لكرة القدم ومنتخب الفلبين لكرة القدم. أما مع النوادي، فقد لعب مع نادي بورتسموث ونادي غلوبال ونوتينغهام فورست وبوغنور ريجيس تاون وLoyola F.C. ‏ ونادي ويموث.

## روابط خارجية
- ماثيو هارتمان على موقع قاعدة بيانات كرة القدم.إي يو (الإنجليزية)
- ماثيو هارتمان على موقع ناشيونال فوتبول تيمز (الإنجليزية)
- ماثيو هارتمان على موقع Soccerway.com (الإنجليزية)